# Игнатий Гавриил I
Игнатий Гавриил I (в миру — Леон-Габриэль Таппоуни); 3 ноября 1879, Мосул, Османская империя — 29 января 1968, Бейрут, Ливан) — сирийский кардинал. Патриарх Сирийской католической церкви с 24 июня 1929 по 29 января 1968. Кардинал-священник с 16 декабря 1935, с титулом церкви Санти-XII-Апостоли с 19 декабря 1935 по 11 февраля 1965. Кардинал-патриарх с 11 февраля 1965.

## Биография
Родился Абдул-Ахад Авуд Таппоуни 3 ноября 1879 года в Мосуле, Османская империя (ныне Ирак). В 1902 году рукоположен во священники, в 1913 году возведён в сан титулярного епископа Данабы и назначен патриаршим викарием Мардина. 24 июня 1929 года на очередном синоде Сирийской католической церкви избран Патриархом. Игнатий Гавриил I возглавлял церковь на протяжении почти 40 лет, и умер 29 января 1968 года в возрасте 88 лет. Участник Второго Ватиканского собора.